# ثيدور وارتون
ثيدور وارتون (بالإنجليزية: Theodore Wharton) (و. 1875 – 1931 م) هو مخرج أفلام، وكاتب سيناريو، ومنتج أفلام أمريكي، ولد في ميلواكي، ويسكنسن، توفي في هوليوود، عن عمر يناهز 56 عاماً.

## وصلات خارجية
- ثيدور وارتون على موقع IMDb (الإنجليزية)
- ثيدور وارتون على موقع أول موفي (الإنجليزية)
- ثيدور وارتون على موقع قاعدة بيانات الأفلام السويدية (السويدية)
- ثيدور وارتون على موقع قاعدة بيانات الفيلم (الإنجليزية)
- ثيدور وارتون على موقع كينوبويسك (الروسية)